# Mazhi (socken)
Mazhi (kinesiska: 麻芝, 麻芝乡) är en socken i Kina. Den ligger i provinsen Guizhou, i den sydvästra delen av landet, omkring 45 kilometer sydost om provinshuvudstaden Guiyang. Antalet invånare är 5878. Befolkningen består av 2 868 kvinnor och 3 010 män. Barn under 15 år utgör 22,0 %, vuxna 15-64 år 66 %, och äldre över 65 år 10,0 %.